# نهائي بطولة الأندية العربية لأبطال الدوري 1999
نهائي بطولة الأندية العربية لأبطال الدوري 1999 هي المباراة النهائية للنسخة الخامسة عشر من بطولة كأس العرب للأندية الأبطال وفاز بها نادي الشباب السعودي على نادي الجيش السوري .

## الفرق
| الفريق | الإتحاد المحلي                    | الإتحاد القاري             | المنطقة  | وصول سابق (الخط الغليظ يشير إلى بطل تلك النسخة) |
| ------ | --------------------------------- | -------------------------- | -------- | ----------------------------------------------- |
| الشباب | الاتحاد العربي السعودي لكرة القدم | الاتحاد الآسيوي لكرة القدم | غرب آسيا | 2 (1992 ، 1998)                                 |
| الجيش  | الاتحاد العربي السوري لكرة القدم  | الاتحاد الآسيوي لكرة القدم | غرب آسيا | 0                                               |

## المباراة
| الشباب                    | 2–0     | الجيش |
| ------------------------- | ------- | ----- |
| العويران 2' · الشيحان 25' | (تقرير) |       |